# Brighouse
Brighouse – miasto w Wielkiej Brytanii, w Anglii, w regionie Yorkshire and the Humber, w hrabstwie West Yorkshire. W 2001 roku miasto liczyło 32 360 mieszkańców.
W Brighouse ma swą siedzibę klub piłkarski Brighouse Town F.C oraz klub rugby Brighouse Rangers Club.
W mieście rozwinął się przemysł włókienniczy, skórzany, elektroniczny oraz chemiczny.